# Chaetostoma greeni
Chaetostoma greeni es una especie de peces de la familia Loricariidae.

## Morfología
Los machos pueden llegar alcanzar los 6,5 cm de longitud total.

## Hábitat
Es un pez de agua dulce.

## Distribución geográfica
Se encuentran en Sudamérica: Perú. 